# Cabeleireiro

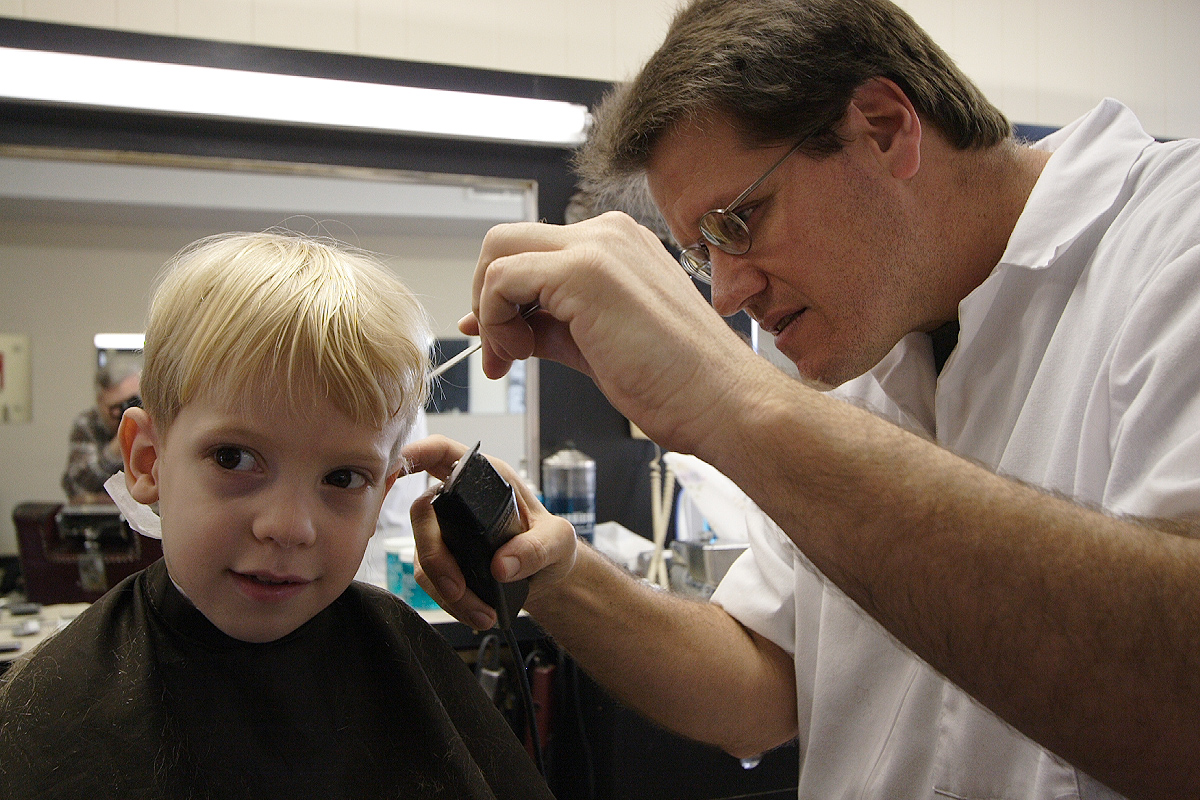
Cabeleireiro a trabalhar

Cabeleireiro(a) ou barbeiro(a) é uma categoria profissional que trabalha com o cabelo e a barba humanos, realizando diversas alterações aos mesmos, como corte ou coloração. No Brasil, o termo cabeleireiro costuma ser aplicado por vezes para profissionais que cuidam dos cabelos das mulheres. Estes profissionais utilizam vários utensílios e ferramentas para a alteração capilar e da barba, onde se salientam: as tesouras, navalhas, pentes, capas e máquinas de corte e acabamento. O nome designa também o estabelecimento comercial onde trabalham as pessoas dedicadas a esta atividade.

## O barbeiro hoje
Atualmente, o barbeiro precisa ser dotado de habilidades empresariais para que seu negócio possa sobreviver ao ambiente competitivo existente nessa categoria. Vemos inclusive um aumento substancial nos cursos oferecidos a eles, com foco em administração financeira, gestão de pessoas e contabilidade. Outro ponto interessante com relação aos barbeiros de hoje é o fato de muitos deles serem jovens, justamente devido à propagação de cursos para barbeiros e ao acesso facilitado aos mesmos. 
Tal realidade gerou no ambiente das barbearias uma mudança drástica. Antigamente, uma barbearia tinha um foco no público de meia-idade, que costumava ir ao barbeiro com seu filho ou filha para cortar o cabelo. Hoje, embora este modelo ainda exista, temos uma ascensão de barbearias focadas no público jovem, incluindo os barbeiros, com um ambiente mais descontraído, sem perder, contudo, a cultura da conversa nas barbearias, que já existe há séculos.
As barbearias brasileiras estão se adaptando a cultura norte-americana, com locais tradicionais, visto isso já encontramos os famosos Barber Poles, os sinalizadores de barbearias americanas nas portas dos estabelecimentos brasileiros.

## No Brasil
Antes da chegada dos europeus no século XVI, os índios brasileiros não precisavam fazer a barba: por serem povos mongoloides, eles quase não têm pelos pelo corpo, exceto o cabelo. Já o cabelo era raspado somente no alto da cabeça com o auxílio de pedras afiadas, deixando uma coroa de cabelos ao redor da área raspada (num penteado semelhante aos monges europeus da época), conforme relatado pelo mercenário alemão Hans Staden acerca dos hábitos dos povos tupis.
A profissão de barbeiro foi trazida ao Brasil pelos padres jesuítas. Com o tempo, o ofício começou a ser delegado aos escravos negros, que trabalhavam para seus senhores e para outros homens.
Durante a Segunda Guerra Mundial, surgiram novos equipamentos que facilitaram a higiene doméstica. Com isso, o público das barbearias diminuiu e o ofício ficou por um tempo esquecido. Mas Elvis Presley fez com que esses tempos tivessem um revivalismo durante a era do rock.
No entanto, por muito tempo, a barbearia não conseguiu seguir as amplas mudanças da sociedade. Como os salões de beleza, começou a se tornar unissex e foi inundado pelas mulheres, afastando os homens.
Com isso, o público permanecia sem grande crescimento e, assim, criou-se um nicho a ser atendido. Mas os brasileiros, cada vez mais vaidosos, passaram a necessitar de um especialista que pudesse atendê-los da forma como merecem: de forma confortável, adequada e especializada.
Os novos empreendedores, com o desejo de explorar demandas cada vez mais personalizadas, transformaram o setor, reinventaram as barbearias e elas voltaram com força no século XXI. Hoje, é impossível pensar em mercado da beleza masculino sem se lembrar delas. Com decoração retrô inspirada nos anos 1940 e 1950, as novas barbearias oferecem serviços que vão muito além do corte de barba e cabelo, como música ambiente, bar, restaurante, sinuca, fliperama, roupas, tatuagem etc.
O dia do profissional cabeleireiro(a) é oficialmente comemorado no dia 19 de janeiro.
Outras datas sempre foram comemoradas como o Dia do Cabeleireiro(a), por exemplo o 3 de Setembro, que era uma data sugerida por sindicatos ou federações da classe. Outras datas que também se confundem e onde muito se comemora são os dias 3 e 11 de novembro. Mas esta data se confunde com o dia do padroeiro dos cabeleireiros, São Martinho de Porres, comemorado no dia 3 de Novembro.